# Borriol
Borriol és un municipi del País Valencià que es troba a la comarca de la Plana Alta.

## Geografia
Borriol està situat en una gran vall que seguix el curs del riu Sec des del seu naixement a les Costes de la Pobla fins a l'obertura cap a la Plana. Es tracta d'un corredor prelitoral, emplaçat entre la serra del Desert de les Palmes (al sud) i la serra de Borriol (al nord) que constituïx un pas natural des de la costa cap als pobles del Maestrat i els Ports. Els barrancs travessen el terme municipal de nord a sud i d'est a oest, i en èpoques de pluges intenses aboquen les aigües majoritàriament al cabal del riu Sec. Els més importants són els barrancs de la Botalària, Cominells, les Ermites, Codina, la Penya, el Fontanar, Malvestit, la Mola, Bocaverd, les Solsides, etc. També cal assenyalar els dos barrancs que creuen el nucli urbà: les Alforges i l'Atzavara, que confluïxen al carrer del Rajolar.
El paisatge agrari es troba farcit de camps de secà amb ametlers, oliveres i garroferes, i el conreu del taronger és propi de les partides pròximes al riu al seu pas per la rodalia del poble: l'Horta d'Amunt, l'Assut, l'Horta Mitjana, l'Horta Novella, el Molí, l'Alqueria, l'Horta d'Avall, l'Arenal, entre d'altres; que conformen un paisatge típicament mediterrani.
Al llarg de les últimes dècades del segle xx i principis de l'actual centúria, hem pogut assistir a un abandó progressiu dels cultius esmentats, a causa de la terciarització de la societat i del canvi progressiu de les ocupacions laborals. Paral·lelament, la superfície forestal ha augmentat de manera considerable, sobretot en les partides genuïnament més serratines: el Barranc Fondo, el Pou del Portugués, les Solsides, la Cova Negra, el Tossal Roig, el Barranc de Porcs, el Monegro, les Ermites, la Serra, entre d'altres.
El terme municipal de Borriol limita amb els de Sant Joan de Moró, Vilafamés, la Pobla Tornesa, Benicàssim, l'Alcora i Castelló de la Plana.

## Història

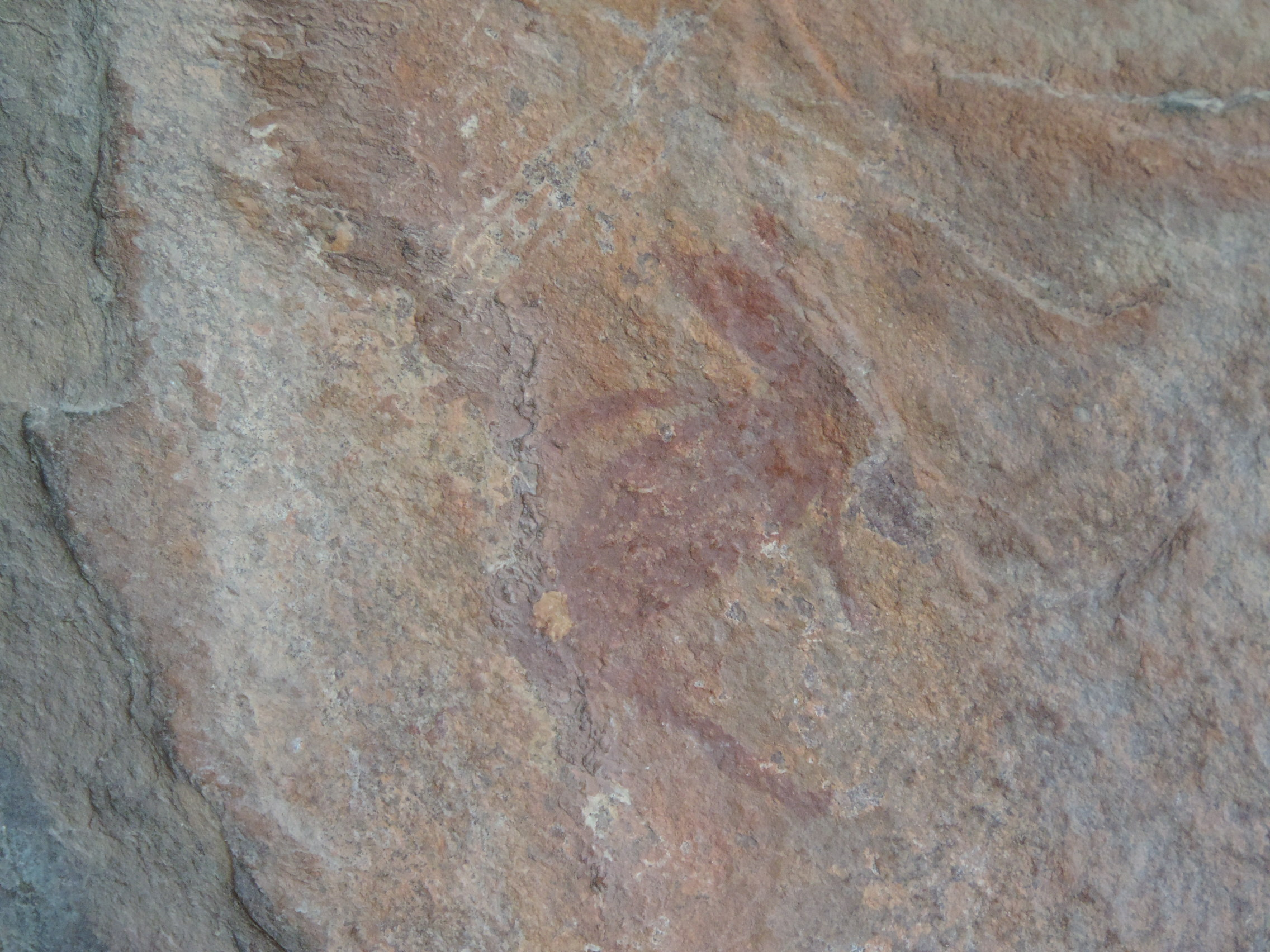
Arquer de la Joquera. Pintures rupestres situades a la partida de l'Albaroc de Borriol

Borriol va ser poblat en l'antiguitat, tal com testimonien les nombroses restes arqueològiques trobades en el seu terme, entre elles les pintures rupestres de l'Albaroc (en l'actualitat l'Ajuntament, gràcies a la col·laboració de la Conselleria de Cultura, Educació i Ciència les ha restaurat i ben aviat podran ser visitades). S'acredita el pas de la Via Augusta per l'existència d'un mil·liari que es conserva en un jardí públic del poble. Les restes del castell s'alcen sobre una roca que domina el nucli urbà. De l'antic recinte emmurallat només queda una porta. Borriol va rebre carta de poblament atorgada pel rei Jaume I en 1250. El seu senyoriu va passar per diferents mans, com les del bisbe de Tortosa, les famílies Boïl, Tous, Casalduch, entre d'altres. La seua població va estar constituïda fonamentalment per famílies musulmanes fins a l'expulsió dels moriscs en 1609.
En efecte, just abans de l'expulsió hi havien a Borriol un total de 114 cases: 49 cases de cristians vells i 65 de cristians nous, segons dades del Cens de Caracena de 1609. La seua proximitat amb Castelló, on els moriscs de Borriol posseïen i conreaven terres, la va mantenir sempre molt vinculada a la capital de la comarca. En 1459, el trasllat massiu i el consegüent empadronament dels moriscs a Castelló va originar un plet amb Antoni de Tous.

## Demografia
| 2001  | 2002  | 2003  | 2004  | 2005  | 2006  | 2007  | 2008  | 2009  | 2010  | 2011  | 2012  | 2013  | 2014  | 2015  | 2016  | 2017  | 2018  | 2019  | 2020  | 2021  | 2022  | 2023  | 2024  |
| 3.743 | 3.917 | 4.073 | 4.195 | 4.288 | 4.478 | 4.715 | 4.874 | 5.025 | 5.075 | 5.180 | 5.231 | 5.276 | 5.209 | 5.176 | 5.187 | 5.279 | 5.322 | 5.360 | 5.397 | 5.552 | 5.749 | 5.865 | 5.945 |

## Política i govern

### Composició de la Corporació Municipal
El Ple de l'Ajuntament està format per 13 regidors. En les eleccions municipals de 26 de maig de 2019 foren elegits 6 regidors de Compromís per Borriol (Compromís), 3 del Partit Popular (PP), 2 de Veïns de Borriol (VdeB), 1 del Partit Socialista del País Valencià (PSPV-PSOE) i 1 de Ciutadans - Partit de la Ciutadania (Cs).
| Eleccions municipals de 26 de maig de 2019 - Borriol |                                          |                                     |                                     |        |          |          |
| Candidatura | Candidatura                              | Candidatura                         | Cap de llista                       | Vots   | Vots     | Regidors |
| | Compromís per Borriol                    |                                     | Hèctor Ramos Portolés               | 1.092  | 38,42%   | 6 (+1)   |
| | Partit Popular                           |                                     | María Consuelo Vilarrocha Pallarés  | 669    | 23,54%   | 3 (-2)   |
| | Veïns de Borriol                         |                                     | Sergio Martínez Bausa               | 395    | 13,90%   | 2 ()     |
| | Partit Socialista del País Valencià-PSOE |                                     | Antonio Gálvez Luque                | 343    | 12,07%   | 1 ()     |
| | Ciutadans - Partit de la Ciutadania      |                                     | Javier Ramos Alfonso                | 283    | 9,96%    | 1 (+1)   |
| | Altres candidatures                      |                                     |                                     | 31     | 1,09%    | 0        |
| | Vots en blanc                            |                                     |                                     | 29     | 1,02%    |          |
| Total vots vàlids i regidors | Total vots vàlids i regidors             | Total vots vàlids i regidors        | Total vots vàlids i regidors        | 2.842  | 100 %    | 13       |
| | Vots nuls                                | Vots nuls                           | Vots nuls                           | 25     | 0,87%    |          |
| Participació (vots vàlids més nuls) | Participació (vots vàlids més nuls)      | Participació (vots vàlids més nuls) | Participació (vots vàlids més nuls) | 2.867  | 71,41%** |          |
| Abstenció | Abstenció                                | Abstenció                           | Abstenció                           | 1.148* | 28,59%** |          |
| Total cens electoral | Total cens electoral                     | Total cens electoral                | Total cens electoral                | 4.015* | 100 %**  |          |
| Alcalde: Hèctor Ramos Portolés (Compromís) (15/06/2019) Per ser la llista més votada, després de no haver obtingut majoria absoluta dels regidors (6 vots de Compromís) |                                          |                                     |                                     |        |          |          |
| Fonts: JEC, JEZ Castelló, M. Interior, Periòdic Ara. (* No són vots sinó electors. ** Percentatge respecte del cens electoral.)                                         |                                          |                                     |                                     |        |          |          |

### Alcaldes
| Període                       | Alcalde o alcaldessa                                 | Partit polític | Data de possessió     | Observacions         |
| ----------------------------- | ---------------------------------------------------- | -------------- | --------------------- | -------------------- |

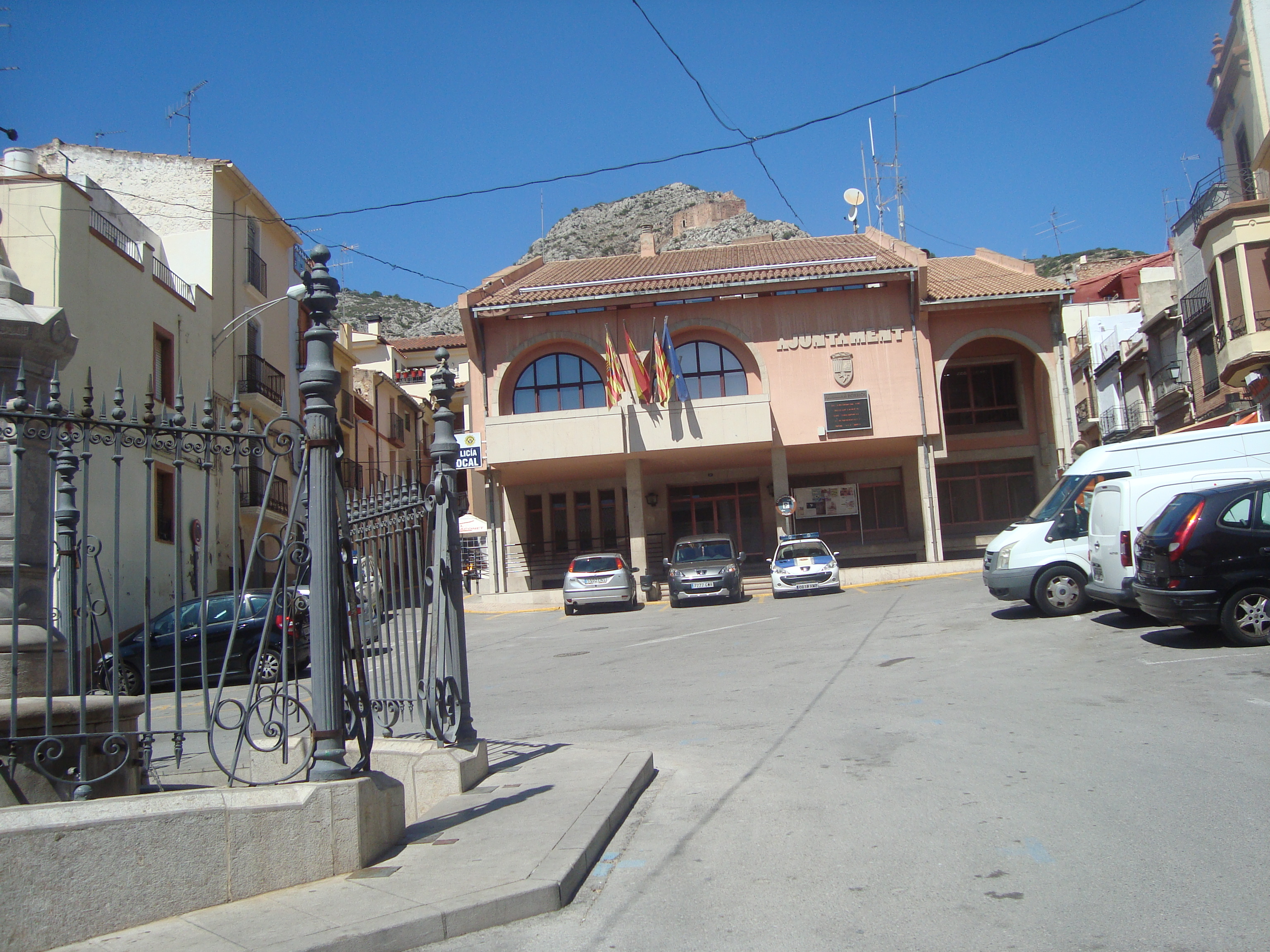
Ajuntament de Borriol

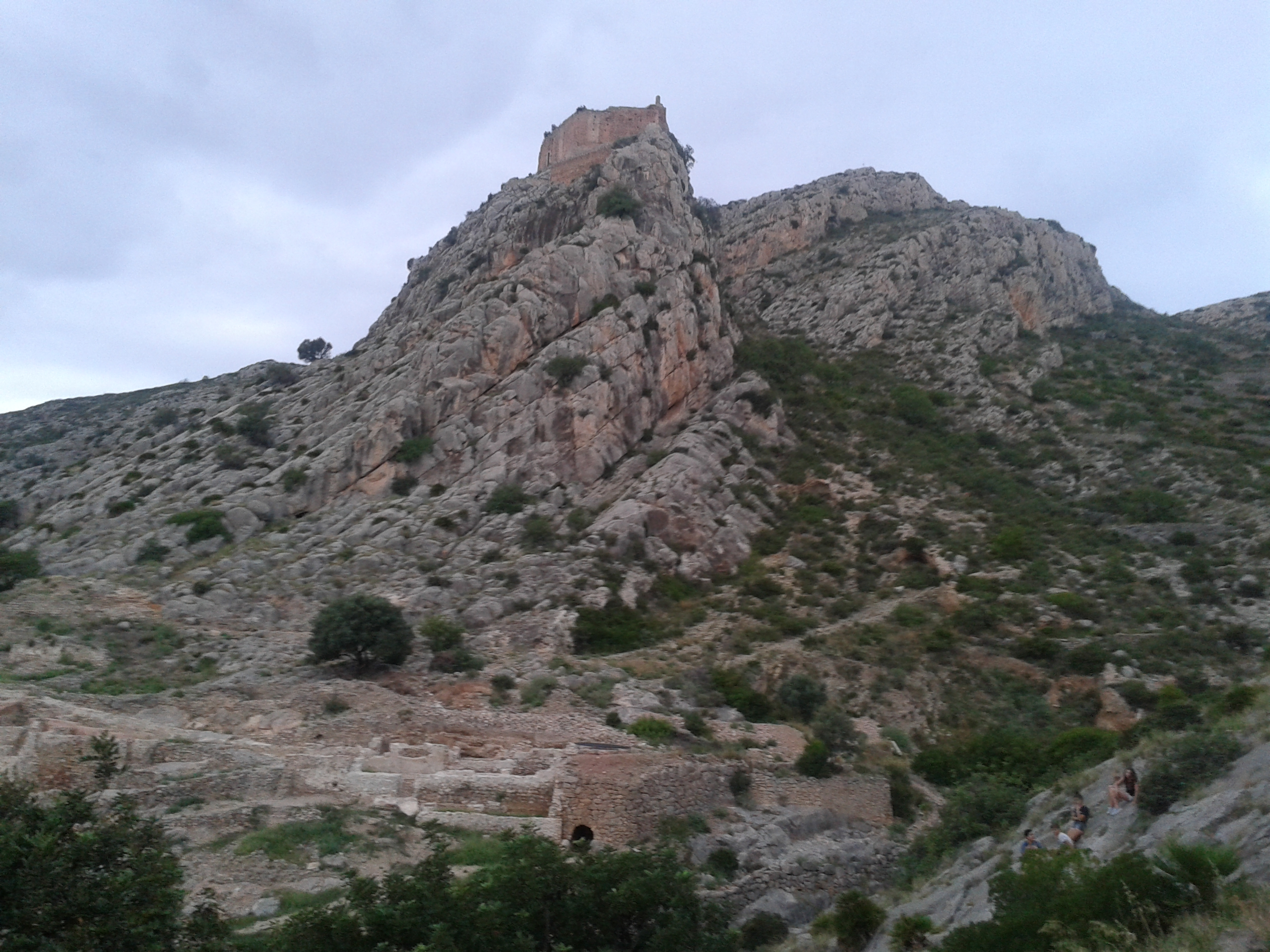
La Moreria i el castell de Borriol

| 1979–1983                     | José Salvador Ramos Vicent                           | PSPV-PSOE      | 19/04/1979            | --                   |
| 1983–1987                     | José Salvador Ramos Vicent                           | PSPV-PSOE      | 28/05/1983            | --                   |
| 1987–1991                     | Constantino Fabregat Escrig                          | PSPV-PSOE      | 30/06/1987            | --                   |
| 1991–1995                     | Joaquín Castelló Pallarés Matilde Pallarés Castellet | PP             | 15/06/1991 25/11/1992 | Moció de censura --  |
| 1995–1999                     | Nadal Escrig González                                | PSPV-PSOE      | 17/06/1995            | --                   |
| 1999–2003                     | Adelino Santamaria Blasco                            | PP             | 03/07/1999            | --                   |
| 2003–2007                     | Adelino Santamaria Blasco                            | PP             | 14/06/2003            | --                   |
| 2007–2011                     | Adelino Santamaria Blasco                            | PP             | 16/06/2007            | --                   |
| 2011–2015                     | Adelino Santamaria Blasco Iban Pauner Alafont        | PP             | 11/06/2011 08/03/2014 | Dimissió/renúncia -- |
| 2015–2019                     | Silverio Tena Sánchez                                | Compromís      | 13/06/2015            | --                   |
| 2019-2023                     | Hèctor Ramos Portolés                                | Compromís      | 15/06/2019            | --                   |
| Des de 2023                   | n/d                                                  | n/d            | 17/06/2023            | --                   |
| Fonts: Generalitat Valenciana |                                                      |                |                       |                      |

## Economia

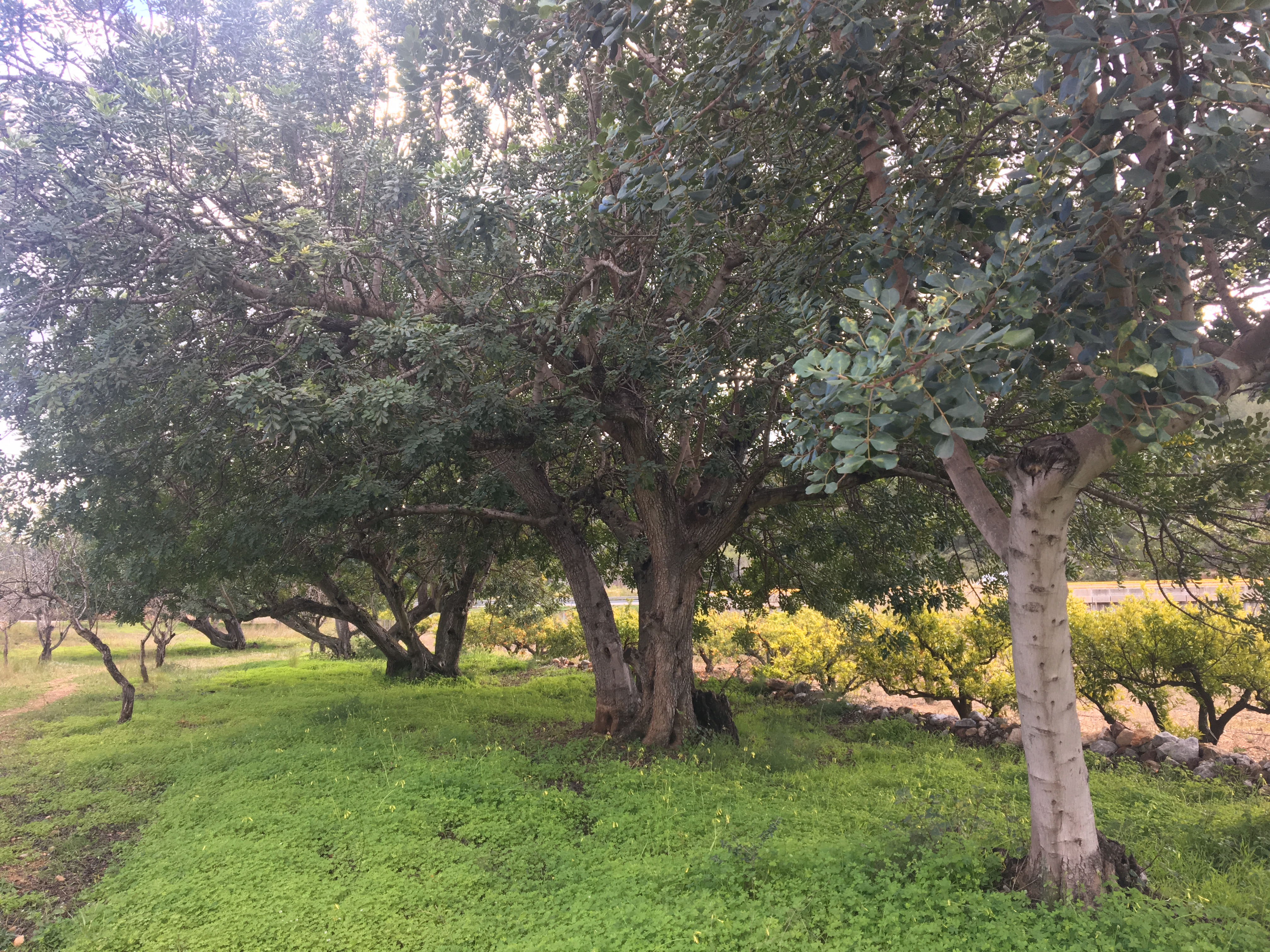
Garroferes a l'Hort del Bastero

Basada tradicionalment en l'agricultura de secà predominant el cultiu d'oliveres, garroferes, anouers i atmetlers, sent el més estés el de garroferes. La proximitat a la capital de la província ha desenvolupat un sector terciari en expansió, en detriment la indústria local, que ha patit els estralls de la crisi dels darrers anys. Actualment poques famílies viuen ja de l'agricultura basant-se en una economia de serveis.

## Monuments

### Monuments religiosos

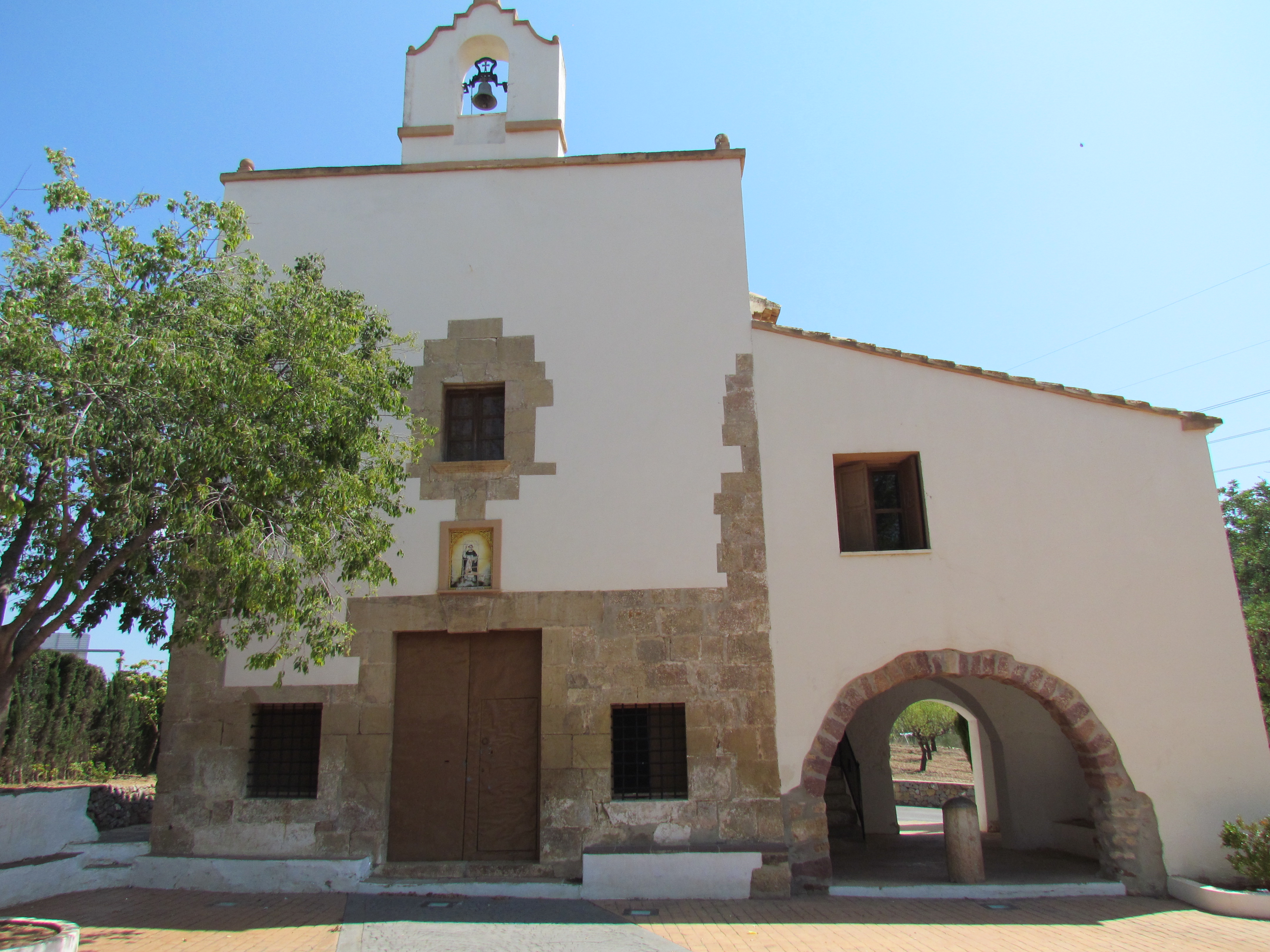
Ermita de Sant Vicent Ferrer.

- Ermita del Calvari. Va ser construïda l'any 1684, sufragada per Pere Boïl d'Arenós, senyor feudal de Borriol, en una de les muntanyes properes al nucli urbà, de nom homònim. Va ser restaurada al llarg del segle xix i compta amb les capelletes que reproduïxen el Via Crucis des del poble fins a l'ermita. Consta d'una sola nau dedicat al Santíssim Crist i cada Dijous Sant és l'escenari del drama sacre escenificat per l'Associació Cultural Nueva Jerusalén. En l'actualitat és un Bé de Rellevància Local (BRL).

- Ermita de Sant Vicent Ferrer. També declarada Bé de Rellevància Local, està datada del segle xvii, Consta d'una nau de tres trams i no té capelles. Conserva la pedra sobre la qual va predicar el sant titular l'any 1410, ja que fou des d'antuvi un lloc de pas importantíssim que connectava les terres de la Plana amb el Maestrat, al voltant del qual existia la Venta de Sant Vicent, avui en dia desapareguda i discorria la Via Augusta o camí Vell. Compta també amb l'edifici annex de la casa de l'ermità, que la va habitar fins a les darreries del segle xx.

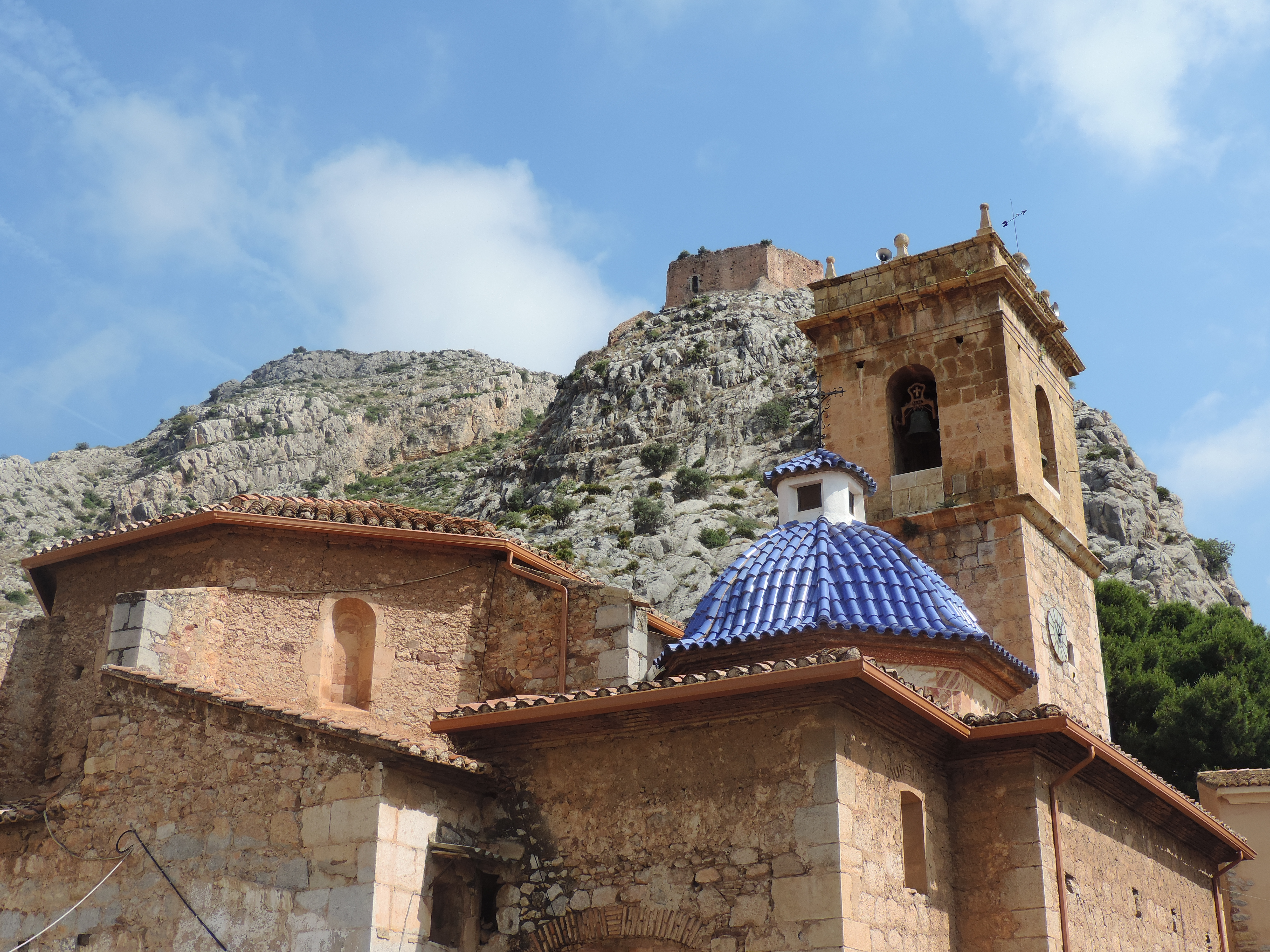
Església de Sant Bartomeu amb el castell de Borriol al fons

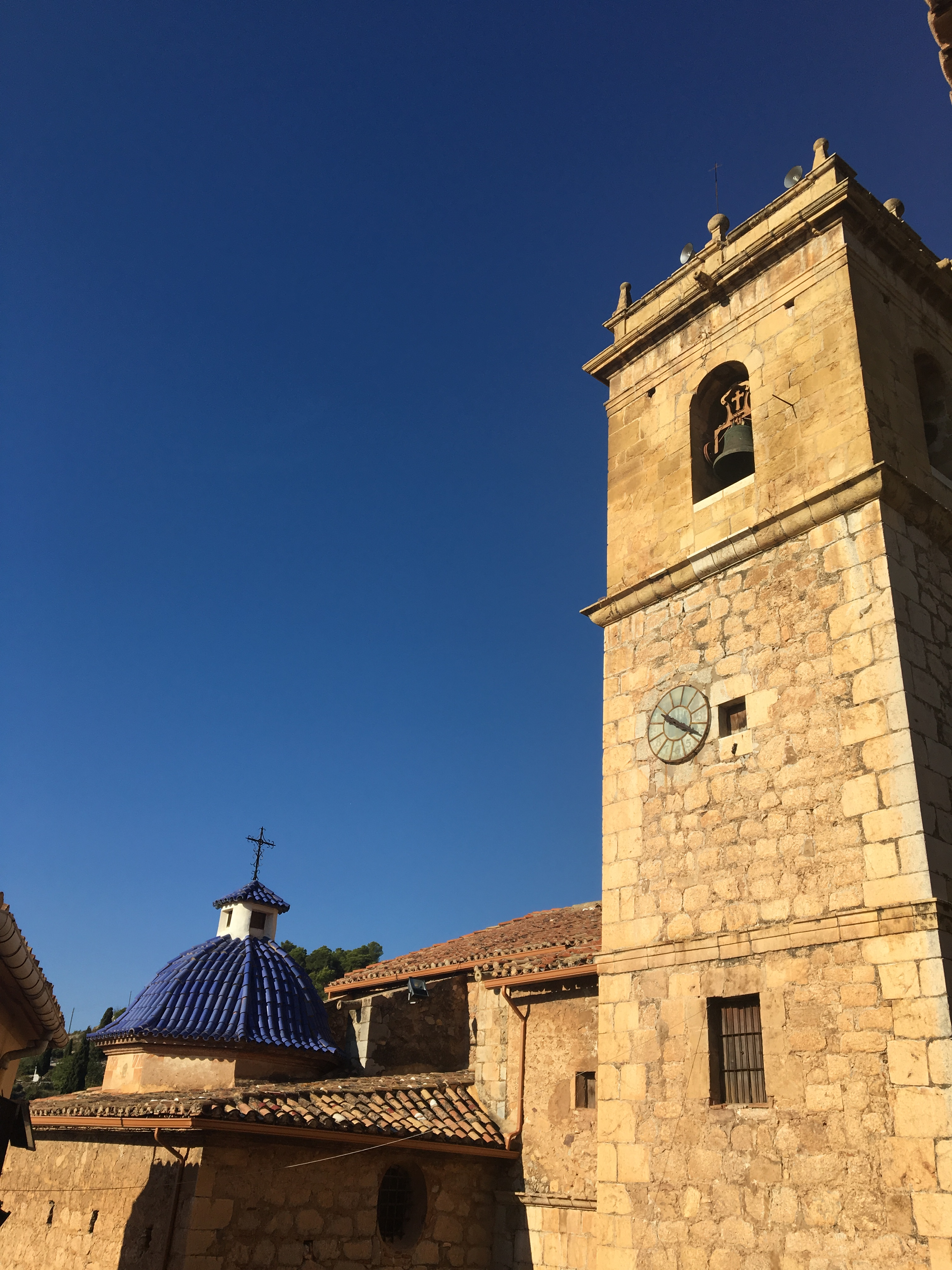
Campanar de l'Església de Sant Bartomeu

- Església de Sant Bartomeu. És el Bé de Rellevància Local més important del nucli urbà. Destaca per les pintures murals del sostre, que reproduïxen alguns passatges de la vida de Sant Bartomeu, així com altres figures d'arcàngels, àngels músics i doctors de l'església. Consta d'una nau de 4 trams amb capelles laterals entre contraforts, presbiteri poligonal, volta gòtica, tres portes d'accés i un cor amb orgue. Va ser construïda al segle xvi aprofitant el solar de la primitiva església del segle xiii, amb trets estilístics del manierisme renaixentista. El campanar s'afegiria en el segle xvii i la capella de la Comunió en el segle xviii.
- Església de Santa Maria. Moderna església de formigó, de planta circular de cúpula semiesfèrica, edificada durant els anys 80 del segle xx.
- Creu de plata

### Monuments civils

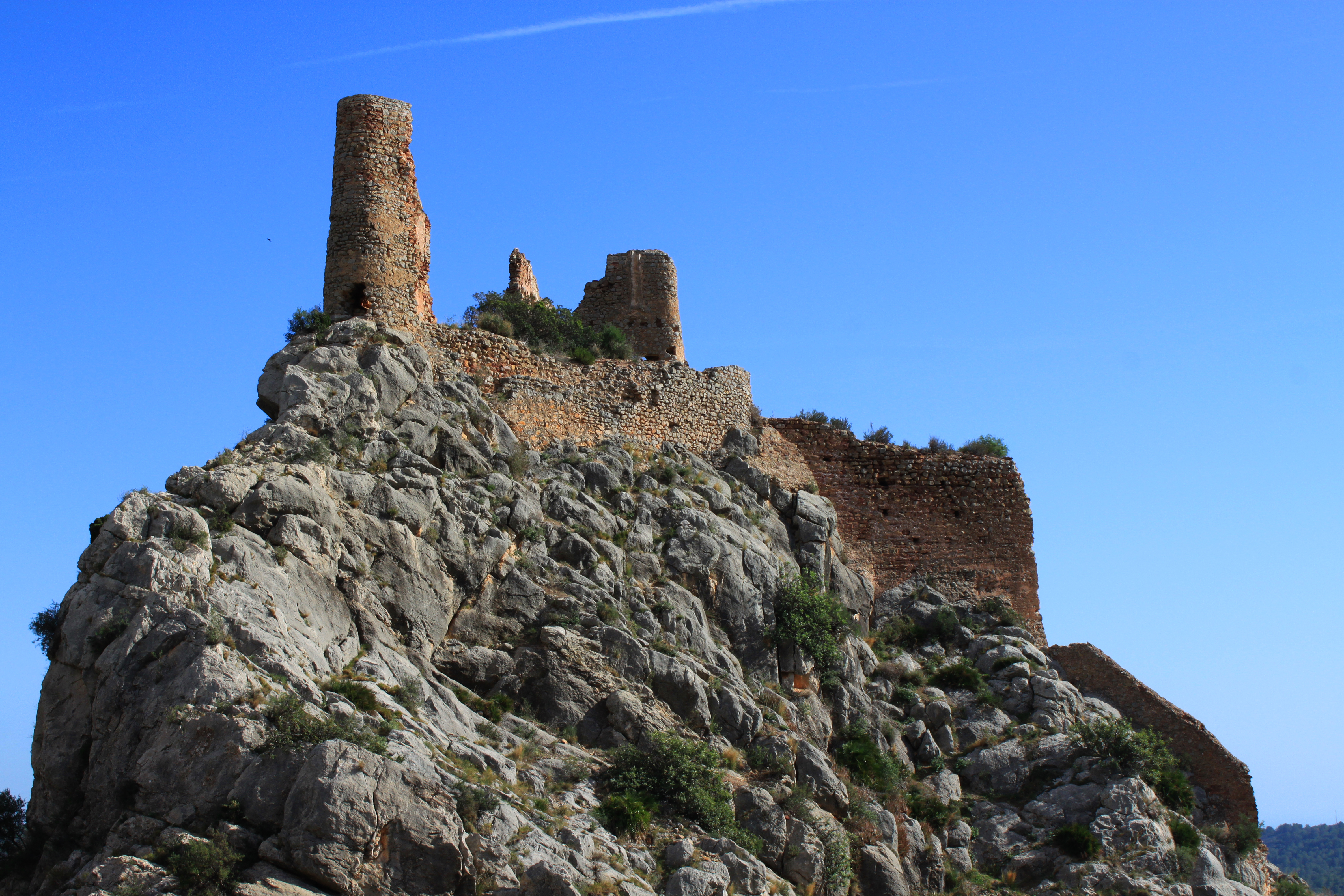
Castell de Borriol

- Castell de Borriol. Fortalesa medieval situada sobre un turó al nord de la població, amb orígens probablement romans per tal de controlar la Via Augusta. El seu recinte, de traça musulmana, va ser profundament reformat per les posteriors construccions cristianes. De planta irregular i adaptada a l'orografia, comptava amb tres nivells esgraonats: un superior (conjunt defensiu), on es mantenen torres, aljub, restes de murs i construccions auxiliars; un d'intermedi, on s'observen els canvis efectuats en les guerres civils del segle xix per a adaptar-lo per a guarnició; i un d'inferior, que consistix en una muralla que defensa el camí d'accés a la fortalesa.

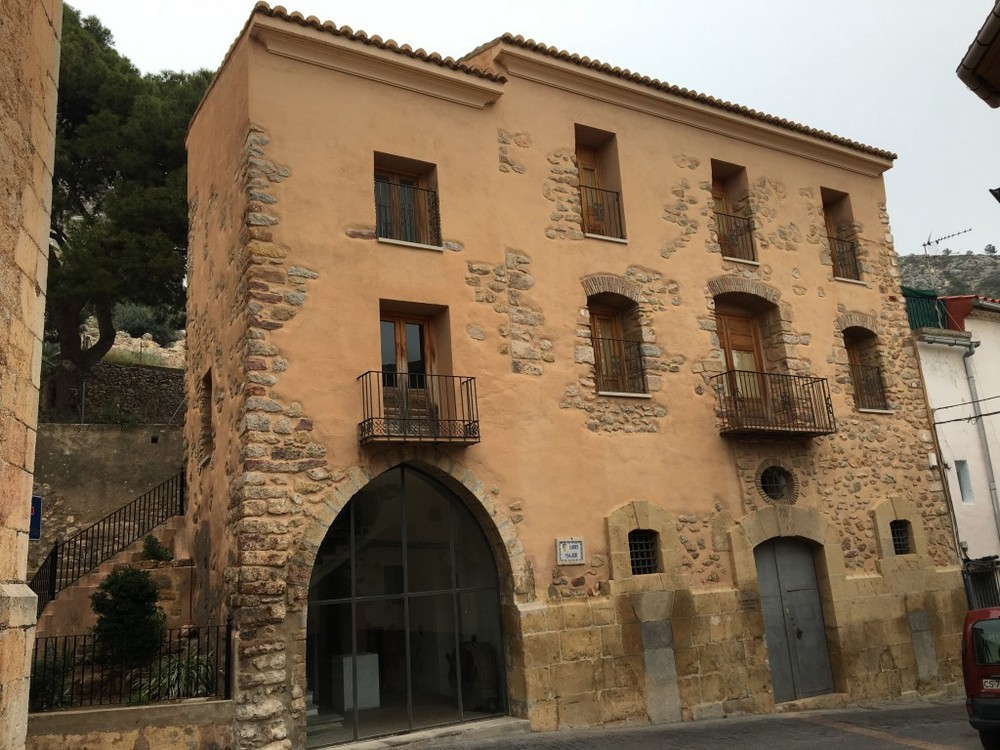
Museu de Borriol (MUHBO). Antiga llotja medieval i Casa de la Vila

- Museu d'Història de Borriol (MUHBO), Antiga Ca la Vila. Es tracta de l'edific que alberga en l'actualitat el Museu Municipal. Els seus orígens es remunten al segle xv, època de la qual conserva un arc gòtic civil.

- Mil·liari romà. Mil·liari de l'època de l'emperador Daci, pertanyent al segle iii, que jalonava el pas de la Via Augusta romana per Borriol. El text que reproduïx és el següent: [Imp(eratori) Cae]s(ari) C(aio) Me(s)io / Q(uinto) [Traiano] Decio / Inv[icto] Pio Felici Aug(usto) / Dacico Maximo Pontific(i) / Maximo, Tribuniciae / Potestates II. Co(n)s(uli) / II, P(atri) P(atriae), Pr(o)co(n)s(uli): et Q(uinto) Herennio Etruscio / Mesio Nobilis(simo) / Caes(ari), Via Aug(usta) / [m(ilia) p(assum)] CIIX. La transcripció seria la següent: "A l'emperador Cèsar Gai Mesi Quint Trajà Deci, Invicte, Pius Feliç, August, Dàcic Màxim, Pontífex Màxim, en la seua segona Potestat Tribunícia, Cònsol per segona vegada, Pare de la Pàtria, Procònsol; i al nobilíssim Cèsar Quint Herenni Etrusc Mesi. Via Augusta, 108.000 passes

- Muralles medievals. El recinte emmurallat de Borriol encara presenta alguns vestigis arquitectònics en la seua vessant nod-oest, a la vora del barranc de l'Atzavara. Annexa a la primera estructura, romanen els dos contraforts del recinte del palau feudal, que conformen el conjunt de muralles millor conservat. Al carrer de les Parres s'accedix per una de les portes d'entrada a la vila antiga, a partir de la qual s'endevina el traçat emmurallat de la part sud. Este portal compta amb dos retaules ceràmics de la Mare de Déu dels Desemparats i de Sant Vicent.
- La font
- L'Alqueria
- La Torreta del Molí
- El molí
- Casa Abadia
- Palau feudal
- Mas de l'Hereu
- Assut de Borrús
- Assut de l'Horta Amunt
- Pont de Cominells
- Pont de la Platera

## Llocs d'interés
- Parc Natural del Desert de les Palmes.

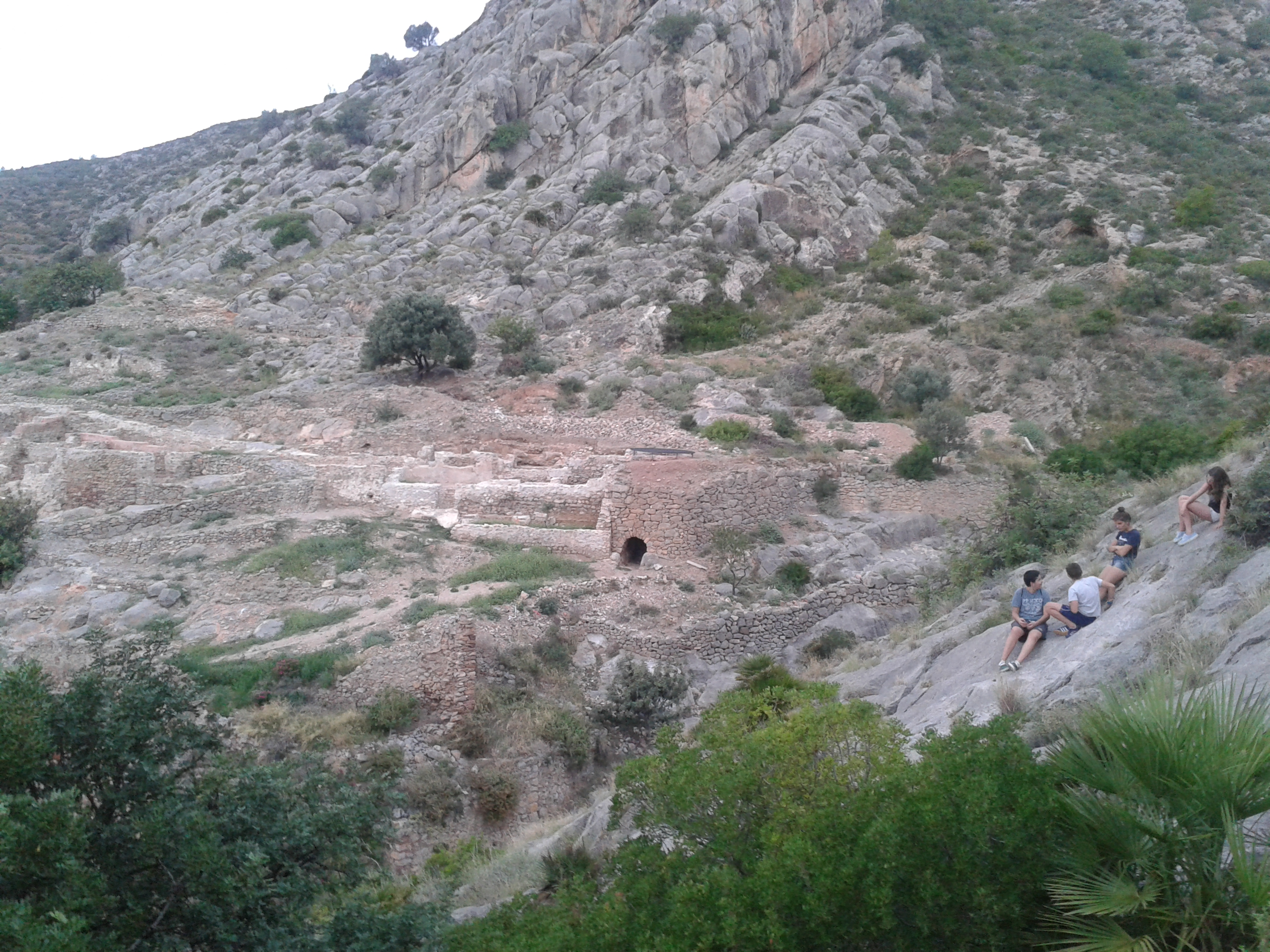
Moreria de Borriol

- Jaciment arqueològic de la Moreria. Es troba entre el Castell i el nucli antic de Borriol. És l'antic emplaçament habitat des de l'època medieval fins a l'expulsió dels moriscos. Durant els segles XVII, xviii i xix va ser un barri habitat, fins ben entrat el segle xx, en què s'abandonaren les últimes cases de la part més septentrional.
- Pintures rupestres de la Joquera o de l'Albaroc. L'any 1930, el castellonenc Joan Baptista Porcar va descobrir en la partida de l'Albaroc una de les primeres mostres d'art rupestre llevantí a les nostres comarques i l'únic vestigi d'art prehistòric conegut del terme municipal de Borriol. Des de l'any 1998, l'arquer i la resta de figures del conjunt pictòric compten amb la màxima protecció cultural mundial, ja que formen part del Patrimoni de la Humanitat de la UNESCO.
- Poblat ibèric del Tossal de les Forques
- Poblat ibèric del Tossal de l'Assut

## Festes i celebracions
- Sant Antoni. Se celebra a principis de gener, amb el cap de setmana abans del 17 de gener, amb una monumental foguera i la popular "matxà". Entre els actes més rellevants,a més de la foguera, es troba la Pujada del Raval de la matxà, l'entrada del carro pel carrer de Sant Vicent i la carrera nacional de burros.
- Passió de Crist. Se celebra entre març i abril, depenent l'any. S'escenifica la Passió de Crist per part de l'Associació Cultural Nueva Jerusalén, la nit del Dijous Sant.
- Sant Vicent que se celebra en el mes d'abril, amb una romeria des del poble fins a l'ermita.
- Sant Cristòfol. Se celebra el 10 de juliol.
- Sant Bartomeu i Sant Roc. Festes patronals que se celebren la darrera quinzena d'agost.
- Santa Llúcia. Se celebra el 13 de desembre amb una foguera feta pels quintos de la localitat.
- Festa Alternativa als Bous (FAB Arxivat 2019-09-01 a Wayback Machine.). Se celebra des de 1998, durant les festes de Sant Bartomeu i Sant Roc. És una festa autogestionada, què pretén ser una alternativa a l'esquema tradicional de les festes d'agost.

## Personatges il·lustres
- Rosa Agost i Canós (1968), catedràtica i filologa
- Vicente Llansola Renau (Borriol, 1915 – Bordeus, 1996), dirigent anarcosindicalista i lluitador antifranquista, mort a l'exili a França.
- Álvaro Santamaría Arández (Borriol, 1917 - Palma, 2004). Catedràtic de Geografia i Història de la Universitat de les Illes Balears.
- Sergio García Fernández (Borriol, 1980). Golfista de reconegut prestigi internacional.
- Pablo Linares (Borriol, 1993), pilotaire també conegut com a Pablo II o Pablo de Borriol.